# Maestro
Výraz maestro pochází z italštiny a znamená učitel, vedoucí, či mistr. 
V češtině se používá jeho přejatá verze mistr, v současném významu chápána jako titul vedoucího kolektivu (řemeslnického, vedoucího, uměleckého…atp).

## Historie
Široce užíváno ve středověku, kdy zastávalo titul řemeslných cechů (ale s tím spojených také cechů např. hudebních).
V hudbě 17. století se objevuje termín "maestro di cappella" – dosl. učitel, či vedoucí kaple, tzn. orchestru, kapely.

## Další významy
S tímto výrazem se lze setkat v souvislosti s významnou osobností – mistra, a to zejména v oblasti hudby – maestro bývá oslovení zpravidla pro dirigenta, koncertního mistra, či sólistu.

## Výslovnost
Je vyslovováno tak, jak je psáno s jemným důrazem na protažení písmene [a].